# باشگاه ورزشی ویلافرانکینسه
باشگاه ورزشی ویلافرانکینسه (به پرتغالی: União Desportiva Vilafranquense) یک باشگاه فوتبال پرتغالی از ویلا فرانکا د شیرا، ناحیه لیسبون است.
این تیم در حال حاضر در دسته سوم اتحادیه فوتبال لیسبون، معادل سطح هفتم پرتغال، رقابت می‌کند. این تیم تا فصل ۲۴–۲۰۲۳ در لیگا پرتغال ۲، سطح دوم سیستم لیگ فوتبال پرتغال، رقابت می‌کرد، اما پس از جدایی بین باشگاه ویلافرانکینسه و ویلافرانکینسه اس‌ای‌دی، پس از فصل ۲۳–۲۰۲۲، اس‌ای‌دی به ویلا داس آوش نقل مکان کرد و نام خود را به باشگاه فوتبال ای‌وی‌اس تغییر داد و امکانات و رنگ‌های باشگاه ورزشی آوش را به کار گرفت.
تنها بار دیگر که این باشگاه در سطح دوم بازی کرد، در فصل ۸۸–۱۹۸۷ بود، زمانی که آن سطح هنوز منطقه‌ای بود.

## تاریخچه
این باشگاه در ۱۲ آوریل ۱۹۵۷ با ادغام بین چهار باشگاه ورزشی محلی ایجاد شد:
- Grupo de Foot-Ball Operário Vilafranquense
- Águia Sport Club Vilafranquense
- Hóquei Clube Vilafranquense
- Ginásio Vilafranquense

در جام حذفی ۱۷–۲۰۱۶، ویلافرانکینسه، پس از غلبه بر ویلاوردنسه و ویتوریا سرناش، در دور چهارم به تاریخ ۲۰ نوامبر میزبان پاسوژ د فریرای لیگ برتری شد. و با تک گل ماروکاش این تیم لیگ برتری را با نتیجه ۱–۰ شکست داد. در دور بعدی (یک شانزدهم نهایی)، با همان نتیجه از دیگر تیم لیگ برتری، ویتوریا گیماریش، شکست خوردند.
در مسابقات کامپیوناتو پرتغال فصل ۱۹–۲۰۱۸، ویلافرانکینسه در سری سی پس از  لیریا دوم شد و به پلی‌آف رسید. در پلی‌آف، آنها لوسیتانیا و سپس لیریا را در ضربات پنالتی شکست دادند تا به لیگ دسته دوم صعود کنند. این اولین حضور این باشگاه در این مرحله بود. در ۲۳ ژوئن، در فینال در ورزشگاه ملی لیسبون مقابل کاسا پیا، باشگاه ۲–۲ مساوی کرد و سپس در ضربات پنالتی ۴–۲ شکست خورد.
به دلیل امکانات ناکافی ورزشگاه سوادیرو، این تیم مجبور شد بازی‌های خانگی خود در لیگا پرو را در ۵۰ کیلومتری ورزشگاه مونیسیپال در ریو مایور برگزار کند.
در پایان فصل ۲۳–۲۰۲۲، باشگاه ورزشی ویلافرانکینسه و ویلافرانکینسه اس‌ای‌دی راه خود را از هم جدا کردند، اس‌ای‌دی به آوش نقل مکان کرد و از سال ۲۰۲۳ تا ۲۰۲۴ به یک باشگاه جدید به نام باشگاه فوتبال ای‌وی‌اس تبدیل شد و جایگاه خود را در لیگا پرتغال ۲ حفظ کرد، در حالی که باشگاه ورزشی ویلافرانکینسه در دسته سوم اتحادیه فوتبال لیسبون، معادل دسته هفتم پرتغال، دوباره شروع به کار کرد، مشابه آنچه سال‌ها قبل برای باشگاه فوتبال بلننسس اتفاق افتاد.